# Heinrich Hergert
Heinrich Hergert (Pirmasens, 21 febbraio 1904 – 18 settembre 1949) è stato un calciatore tedesco, di ruolo centrocampista.

## Carriera

### Nazionale
Ha collezionato 5 presenze con la propria Nazionale.